# موخووو
موخووو (به لاتین: Mochowo) یک روستا در لهستان است که در گمینا موخووو واقع شده‌است. موخووو ۳۱۰ نفر جمعیت دارد.